# ルドミル・アンゲロフ
[[ファイル:|サムネイル|]]
ルドミル・アンゲロフ（ブルガリア語: Людмил Ангелов；ラテン文字転写例：Ludmir Angelov、1961年3月28日 - ）は、ブルガリア出身のピアノ奏者。

## 経歴
1961年、ブルガリア・ヴァルナの音楽一家の家に生まれた。ヴラディゲロフ国立音楽院に進学し、ヴィクトリア・スパソヴァ、ルドミラ・ストヤノヴァ、コンスタンティン・スタンコヴィチの各氏に師事した。1976年のイタリアのセニガッリア国際ピアノ・コンクールで入賞、1985年のショパン国際ピアノ・コンクールで入選、1990年にアメリカのパーム・ビーチ国際ピアノ・コンクールで優勝している。
1992年から活動の本拠地をスペインに移し、1999年にはマドリードを含むスペインの主要都市でフレデリック・ショパンのピアノ作品全曲の演奏会を開いた。2011年にはポーランド文部省からグロリア・アルティス・メダルを授与された。また、2011年より、新ブルガリア大学の名誉教授となった。

## 註
1. ↑  desant.net
2. ↑  Moritz Moszkowski (2016) (英語). Piano concerto in B minor, op 3. Hyperion. OCLC 954753529 - Booklet

| スタブアイコン | サブスタブ | この項目は、まだ閲覧者の調べものの参照としては役立たない、音楽関係者（バンド等）に関連した書きかけの項目です。この項目を加筆・訂正などしてくださる協力者を求めています（P:音楽/PJ:芸能人）。 |